# مادرز آو اینونشن
مادرز آو اینونشن (انگلیسی: The Mothers of Invention) گروه موسیقی راک آمریکایی بود که سال ۱۹۶۴ شکل گرفت و به تجربه‌گری آوایی، کنسرت‌های فکرشده و سبک بصری بدیع در طراحی جلد آلبوم‌ها شهرت دارد. فرانک زاپا از اعضای این گروه بود.